# Nightingale Corona
La Nightingale Corona è una struttura geologica della superficie di Venere. Originariamente indicato come cratere, è stato riclassificato come corona nel 1982. Deve il suo nome all'infermiera britannica Florence Nightingale.